# 双流区
双流区是中国四川省成都市的一个市辖区，位于成都市南部，是成都向南发展的中心地带、天府新区的重要组成部分，是全国文明城市、全国百强县。原为双流县，于2015年12月3日正式批复设立，于2016年1月挂牌，2016年3月1日正式成立。

## 历史沿革
双流原名广都，始见于《山海经·海内经》“西南黑水之间，有都广之野，后稷葬焉。”，被认为可能是古蜀王蚕丛、杜宇的古治。西汉元朔二年（公元前127年），置广都县，隶蜀郡，始建国元年（9年）更名为就都亭，东汉永平元年（58年）复名广都县。东晋永和八年（352年）改隶宁蜀郡（侨郡），北周武成元年（559年）复隶益州蜀郡。
隋仁寿元年（601年）为避隋炀帝杨广讳，更名为双流县，因双流地处郫江、流江二江之间而得名，一说得名于西晋左思《三都赋·蜀都赋》“带二江之双流”一句，仍隶蜀郡。唐龙朔三年（663年）析双流县复置广都县，同属剑南道成都府，元中统元年（1260年）废广都县并入双流县。明洪武十年（1377年）省双流县并入华阳县，十三年（1380年）复置，隶四川布政使司。清康熙六年（1667年）并入新津县，雍正八年（1730年）复置，嘉庆时属成都府成绵龙茂道成都府，光绪时属川西道。民国二十四年（1935年）属四川省第一行政督察区。新唐书对双流县评价为次畿，元史对双流县评价为下，清史稿对双流县评价为冲。
中华人民共和国成立后，隶属于川西行政区温江专区，1952年后属四川省温江专区。1959年撤销双流县分属温江、华阳两县，1962年复置。1965年华阳县（今双流区东部）并入双流县。1976年双流县划归成都市。2015年12月，国务院批复同意撤销双流县，设立成都市双流区，于2016年1月正式挂牌，2016年3月1日正式成立。

## 行政区划
据典籍载，唐宋时广都县辖4镇、22乡，双流县辖17乡。清宣统三年（1911年）双流县辖1城、1镇、3乡。民国二十四年（1935年）全县辖3区、11联保。民国三十八年（1949年）全县辖3镇、13乡。1950年全县辖4区、3镇、13乡。1959年双流县撤销。1962年复置时辖3区、2镇、15人民公社。1965年华阳县并入后辖5镇、33公社。
双流区下辖15个街道办事处、4个镇：
东升街道、西航港街道、华阳街道、中和街道、九江街道、黄甲街道、怡心街道、万安街道、正兴街道、兴隆街道、煎茶街道、新兴街道、籍田街道、太平街道、永兴街道、彭镇、黄龙溪镇、永安镇和黄水镇。
|              | 双流区实际管辖 | 双流区实际管辖                                      | 成都高新区代管 | 天府新区成都直管区代管                                                                   |
| ------------ | -------------- | --------------------------------------------------- | -------------- | ---------------------------------------------------------------------------------------- |
| 街道         |                | 东升街道、西航港街道、黄甲街道、 九江街道、怡心街道 | 中和街道       | 华阳街道、煎茶街道、永兴街道、籍田街道、正兴街道、新兴街道、兴隆街道、万安街道、太平街道 |
| 镇           | 彭镇、黄水镇   | 永安镇、黄龙溪镇                                    | 无             | 无                                                                                       |
| 天府新区归属 | 未涉及         | 双流片区                                            | 高新片区       | 成都直管区                                                                               |

### 治所
汉时广都县治所位于府河与江安河交汇处（今华阳街道古城社区），东晋时所沿江安河北移，隋朝更名为双流县后治所未再变更。唐朝复置的广都县位于汉广都县治所旧址。

### 城池
双流县明初筑有土城。正德年间知县王瓛扩建城墙，周长二里七分，计四百八十六丈，高七尺有奇。万历二十二年（1595年）知县杜方伟以砖石改建城墙，东西广五十丈，高一丈五尺，有四个城门：广都、保民、双江、好义。清康熙年间双流县并入新津县后城墙逐渐废弃。乾隆三十一年（1766年）知县徐曰明重建城墙，周长三里二分，计五百七十二丈七尺，高一丈三尺，有四个城门：叢桂、淳化、顺城、安福，城外有护城河。民国初年战事不断，城墙毁坏。近年来双流计划于东升城区复原城门、城楼。

## 现任领导
| 机构     | · 中国共产党 · 成都市双流区委员会 · 书记 | 成都市双流区人民代表大会 常务委员会 主任 | 成都市双流区人民政府 区长 | · 中国人民政治协商会议 · 成都市双流区委员会 · 主席 | 成都市双流区监察委员会 主任 |
| -------- | ---------------------------------------- | ---------------------------------------- | ------------------------- | -------------------------------------------------- | --------------------------- |
| 姓名     | 韩轶                                     | 陈琳                                     | 鲜荣生                    | 李德龙                                             | 杨云芬（女）                |
| 民族     | 汉族                                     | 汉族                                     | 汉族                      | 汉族                                               | 汉族                        |
| 籍贯     | 重庆市长寿区                             | 四川省乐山市                             | 四川省营山县              | 四川省简阳市                                       | 重庆市巫溪县                |
| 出生日期 | 1963年11月（61歲）                       | 1962年10月（62歲）                       | 1971年10月（53歲）        | 1961年8月（63歲）                                  | 1968年11月（56歲）          |
| 就任日期 | 2018年5月                                | 2016年12月                               | 2018年7月                 | 2016年12月                                         | 2018年2月                   |

## 人口
2020年末，成都市第七次全国人口普查公报显示：双流区常住人口为1465785 人，男性人口占比51.38%，女性人口占比48.62%，年龄结构中0-14岁占比13.65%，15-59岁占比73.92%，60岁以上占比12.43%，65岁以上占比9.26%。
清雍正十三年（1735年）查双流县有4964户，共男妇10684丁口。乾隆六十年（1795年）全县有30518户，共男妇94385丁口。嘉庆十七年（1812年）全县有31730户，共男妇97254丁口。民国三年（1914年）全县有24206户，共107007人，其中男60734人，女46273人。民国三十八年（1949年）全县有29768户，共152548人，其中男78617人，女73931人，同年对应现有行政区划共497919人。1985年全县人口为795169人。20世纪80年代以来人口自然增长率显著下降。
2016年，双流区实际管辖区域（即6街道、6镇）共有户籍人口56.82万人，常住人口77.35万人。

### 名人
- 范祖禹（1041年－1098年），字淳夫，北宋史学家、文学家，范镇从孙，参与修编《资治通鉴》，著有《唐鉴》、《帝学》等[20]
- 张群（1889年 - 1990年），字岳军，中国国民党元老，曾任上海（特别）市政府市长、湖北省政府主席、四川省政府主席、国民政府行政院院长等职
- 李开复 (1961年 -），祖籍双流，信息产业、计算机科学界人士
- 叶光富 (1980年 -) ，中华人民共和国航天员

## 经济
双流土地肥沃，适宜发展农业、手工业。双流区经济繁荣，连续多年跻身全国百强县。2016年实现人均地区生产总值84996元。2017年，双流区实际管辖区域实现地区生产总值743.79亿元，同比增长8.8%。其中，第一产业增加值15.24亿元，同比增长3.7%；第二产业增加值431.99亿元，同比增长8.4%；第三产业增加值296.56亿元，同比增长9.6%。第一、第二、第三产业增加值比重分别为2.0：58.1：39.9，非农产业比重持续提高。全区累计完成固定资产投资561.46亿元，同比增长3.6％。全区实现社会消费品销售总额197.83亿元，同比增长14.1％。
中和街道由成都高新区（高新南区）实际管辖。2014年四川天府新区成立后，双流除九江街道、彭镇、金桥镇、黄水镇外均纳入天府新区以内，有1个街道、12个镇纳入天府新区成都直管区内。

## 交通

### 航空
- 成都双流国际机场：原名成都双桂寺机场，于1938年启用，是中国中西部地区最繁忙的民用机场，拥有两条跑道。2020年，机场旅客吞吐量达到4074万人次，位居中国大陆第二、世界第三。其国际航班客运业务在2023年3月26日全数转移至成都天府国际机场。

### 铁路
- 双流机场站：成贵客运专线中间站，位于成都双流国际机场2号航站楼下方，于2014年12月20日启用[22]。
- 双流西站：成贵客运专线中间站，位于双流区黄水镇，于2016年1月10日开通客运业务，2023年7月调图后停止办理客运业务。
- 双流北站：在建成蒲铁路预留站。
- 双流站、公兴站、花龙门站：成昆铁路中间站。

### 公路
- 京昆高速
- 成都绕城高速
- 成峨高速
- 蓉遵高速

### 轨道交通
- 成都地铁1号线：穿过天府新区，设有多个站点。
- 成都地铁3号线：二期穿过双流老城区，设龙桥路、航都大街、迎春桥、东升、双流广场、三里坝、双流西站7个站。
- 成都地铁10号线：一期设有双流机场1航站楼、双流机场2航站楼2个站，已于2017年9月6日开通运营。[23]二期设有双流西站、应天寺、黄水3个站，于2019年12月28日开通。
- 成都地铁18号线:一期穿过华阳片区，与地铁一号线平行。

## 特产
- 云崖兔、双流冬草莓、双流二荆条辣椒：中国地理标志产品。
- 双流枇杷：中国地理标志产品。双流区被评为“四川省第一批优质枇杷生产基地”。